# Municipio de Lathrop (Misuri)
El municipio de Lathrop (en inglés: Lathrop Township) es un municipio ubicado en el condado de Clinton en el estado estadounidense de Misuri. En el año 2010 tenía una población de 3154 habitantes y una densidad poblacional de 19,07 personas por km².

## Geografía
El municipio de Lathrop se encuentra ubicado en las coordenadas 39°35′36″N 94°16′19″O / 39.59333, -94.27194. Según la Oficina del Censo de los Estados Unidos, el municipio tiene una superficie total de 165.43 km², de la cual 165,08 km² corresponden a tierra firme y (0,21 %) 0,35 km² es agua.

## Demografía
Según el censo de 2010, había 3154 personas residiendo en el municipio de Lathrop. La densidad de población era de 19,07 hab./km². De los 3154 habitantes, el municipio de Lathrop estaba compuesto por el 95,56 % blancos, el 1,01 % eran afroamericanos, el 1,24 % eran amerindios, el 0,32 % eran asiáticos, el 0,22 % eran de otras razas y el 1,65 % eran de una mezcla de razas. Del total de la población el 1,17 % eran hispanos o latinos de cualquier raza.